# Vsevolod Aleksandrovich Rozhdestvensky
Vsevolod Aleksandrovich Rozhdestvensky (tiếng Nga: Всеволод Александрович Рождественский, 10 tháng 4 năm 1895 – 31 tháng 8 năm1977) – là nhà thơ Nga, những năm 20 thế kỉ XX tham gia trường phái thơ Đỉnh cao.

## Tiểu sử
Vsevolod Rozhdestvensky sinh ở Hoàng thôn, học ở trường gymnazy do nhà thơ nổi tiếng Innokenty Annensky làm hiệu trưởng. Học xong gymnazy, vào học khoa lịch sử và ngôn ngữ Đại học Sankt-Peterburg. Thế chiến I xảy ra, chàng sinh viên năm thứ ba Vsevolod Rozhdestvensky bị điều động vào quân đội. Những bài thơ đầu tiên in ở tạp chí Học trò (Ученик) năm 1910, tập thơ đầu tiên Những năm tháng học trò (Гимназические годы) in năm 1914.
Những năm sau cách mạng tháng Mười Aleksandr Blok mời ông tham gia nhà xuất bản "Văn học thế giới", chuyên dịch thơ cổ điển thế giới. Năm 1921 in hai tập thơ Лето và Золотое веретено. Những năm Thế chiến II ông làm phóng viên mặt trận ở nhiều chiến trường, in các tập thơ Голос родины (1943), Ладога (1945). Sau chiến tranh ông làm thơ về công cuộc xây dựng lại ở Leningrad và ca ngợi thiên nhiên phương bắc. Theo các nhà phê bình, Vsevolod Rozhdestvensky, khác với phong cách Đỉnh cao, là nhà thơ thành công khi viết về cuộc sống thôn dã hay về những tình yêu bình dị, cũng như trong việc chuyển dần từ sự cách tân trở về thơ truyền thống.
Ngoài thơ, ông còn là tác giả của một số vở opera, lời bài hát, thơ dịch và hồi ký. Ông là thành viên ban biên tập của các tạp chí Звезда và Нева. Ông được tặng thưởng huân chương Lao động và huân chương Sao đỏ. Vsevolod Rozhdestvensky mất ở Leningrad năm 1977.

## Tác phẩm
Các tập thơ:
- Гимназические годы» (Những năm tháng học trò, 1914).
- Лето (1921)
- Золотое веретено (1921)
- Большая Медведица (1926)
- Гранитный сад (1929)
- Земное сердце (1933)
- Окно в сад (1939)
- Голос Родины (1943)
- Ладога (1945)
- Страницы жизни (hồi ký, 1962 – 1974)